# پایین آوردن خانه (فیلم)
خراب کردن خانه (به انگلیسی: Bringing Down the House) فیلمی محصول سال ۲۰۰۳ و به کارگردانی آدام شنکمن است. در این فیلم بازیگرانی همچون استیو مارتین، کویین لطیفه، یوجین لوی، جین اسمارت، جوآن پلورایت، میسی پایل، کیمبرلی جی براون، آنگوس تی. جونز، استیو هریس، بتی وایت و ویکتور وبستر ایفای نقش کرده‌اند.

## خلاصه
پیتر ساندرسن" وکیلی است که از همسر خود جدا شده اما هنوز او را دوست داشته و نمی تواند بفهد چرا او ترکش کرده.او تلاش می کند از این مساله عبور کند به همین دلیل به صورت آنلاین شروع به چت می کند.اما وقتی زنی که با او آشنا شده برای اولین بار به خانه اش می آید متوجه می شود از زندان فرار کرده و از او می خواهد کمکش کند...